# Adalberto Álvarez y su Son
Adalberto Álvarez y su Son es una banda cubana fundada por el pianista y director Adalberto Álvarez en 1984. 

## Discografía
- El Regreso de Maria
- Omara canta el Son
- Sueño con una Gitana
- Celina, Frank y Adalberto
- Nostalgia (mit Gina León)
- Fin de semana
- Dominando la partida

Sello Artcolor
- El Chévere y el Caballero
- Son en dos tiempos
- Dale como é

Sello PM Records
- Caliente, caliente
- A bailar el toca toca
- Locos por el Son
- Adalberto Álvarez y su Son en vivo
- Grandes éxitos

Sello Caribe Productions
- Los Super éxitos de Adalberto, SON 14
- Adalberto y su Son, Noche sensacional
- A Bailar el Toca Toca

Sello Caliente, Caliente
- Jugando con Candela

Sello Milan Latino
- Magistral (mit Michel Camilo)

Sello Bis Music
- El Son de Adalberto Suena Cubano (2002)
- Para Bailar Casino (2003)